# Predappio
Predappio es un municipio situado en el territorio de la provincia de Forlì-Cesena, en Emilia-Romaña (Italia). Es conocida por ser la ciudad natal de Benito Mussolini.

## Historia
Desde sus orígenes (posiblemente romanos) hasta la década de 1920, Predappio era una ciudad rural de tamaño modesto, situada en las colinas de los Apeninos forliveses. Augusto dividió Italia en once provincias y Predappio estaba dentro de la sexta provincia. Se cree que el nombre de la ciudad se deriva de la instalación en aquellos lugares de una antigua familia romana Appi. La ciudad fue nombrada Praesidium Domini Appi, abreviado como Pre.DiAppi.
Históricamente, la ciudad se desarrolló alrededor del castillo medieval, mirando hacia el valle. A lo largo del valle, a unos dos kilómetros (1,2 millas) de Predappio, la ciudad era conocida como Dovia (probablemente una corrupción de la vía romana local Duo Via (de dos vías).
Benito Mussolini nació en Predappio en 1883. Después de un deslizamiento de tierra que golpeó la ciudad en el invierno de 1923/24 y dejó a muchas personas sin hogar, el gobierno decidió construir un municipio más grande y prestigioso para celebrar el lugar de nacimiento de Mussolini, siguiendo los dictados arquitectónicos del régimen fascista emergente. La nueva iglesia parroquial, inaugurada el 28 de octubre de 1934, fue dedicada a San Antonio por voluntad expresa del Duce. Se habilitó como residencia veraniega del dictador y su familia el castillo de la Rocca, donde también se recibían las visitas oficiales, utilizándose en septiembre de 1943 como sede del primer Consejo de Ministros de la República Social Italiana. Junto con la ciudad cercana de Forlì, Predappio recibió el título de La Città del Duce ("la ciudad del Líder").
Desde 1926 Predappio se convirtió en destino de peregrinaciones colectivas para rendir culto a Mussolini que, a partir de 1933, adquirieron carácter masivo (en 1938 se alcanzarían picos de hasta diez mil asistentes en determinadas festividades) gracias al apoyo del Partido Nacional Fascista; ese año también visitaron la localidad el rey Víctor Manuel III y el príncipe heredero Humberto. Posteriormente ha continuado siendo un sitio de peregrinación para neofascistas hasta la actualidad, hecho que atrae las críticas y protestas de los antifascistas.
En abril de 2009, el ayuntamiento prohibió la venta de recuerdos fascistas. En 2014, el alcalde de la ciudad, Giorgio Frassineti, anunció planes para construir en la ciudad "un museo dedicado a la historia del fascismo". El alcalde, que entonces se presentaba a la reelección como miembro del Partido Demócrata, de centro izquierda, declaró que el objetivo de la decisión del consejo era hacer que la gente recordara una "pieza fundamental de la historia [italiana]" y que, de esta manera, "Predappio se convertiría en un lugar para la reflexión, cortando la ciudad de las manos de aquellos que quieren abusar de ella".

A principios de 2016, la construcción del museo todavía estaba pendiente, pero la venta de recuerdos fascistas nuevamente se permitió en la ciudad.

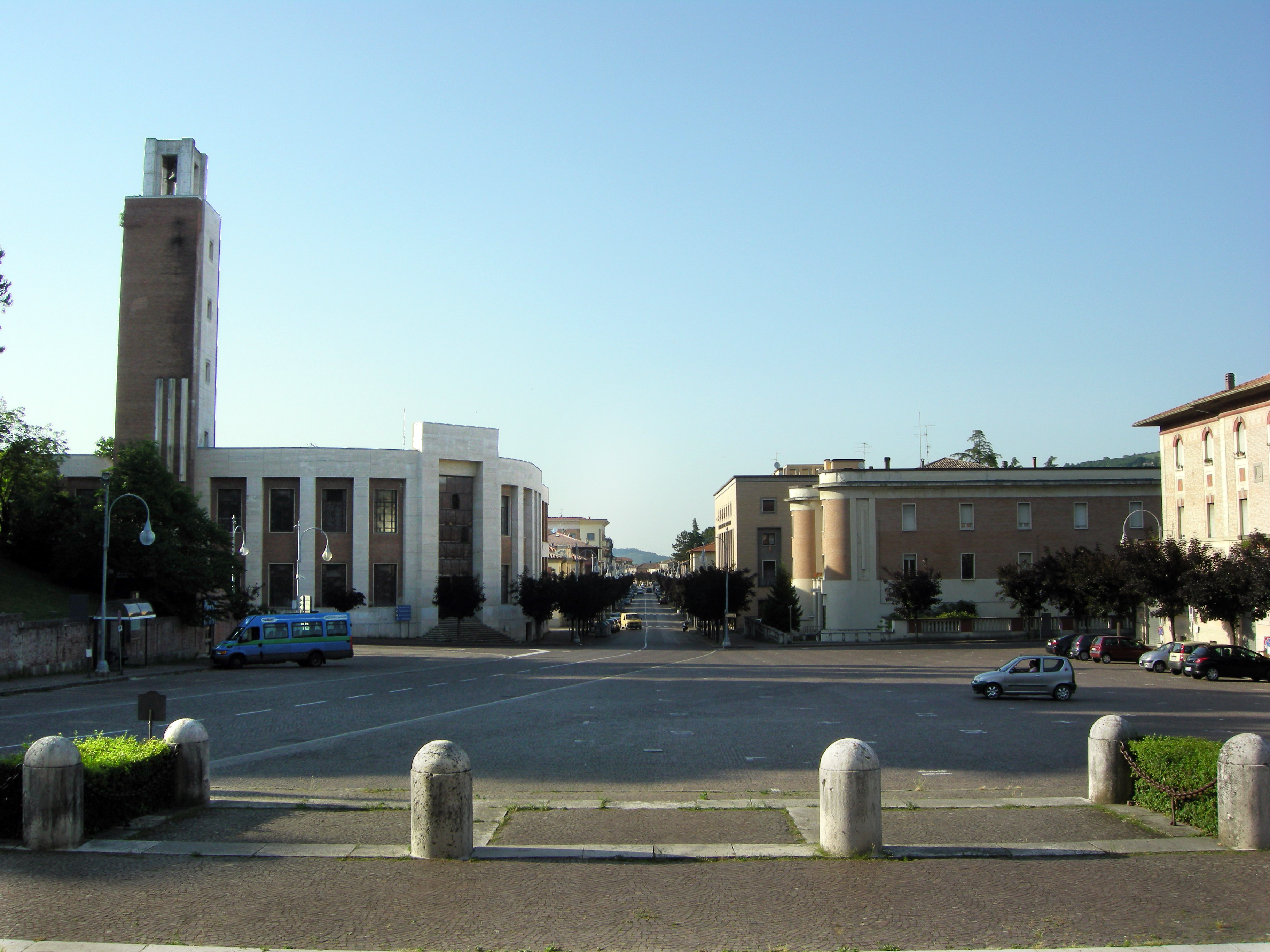
Predappio, vía principal.
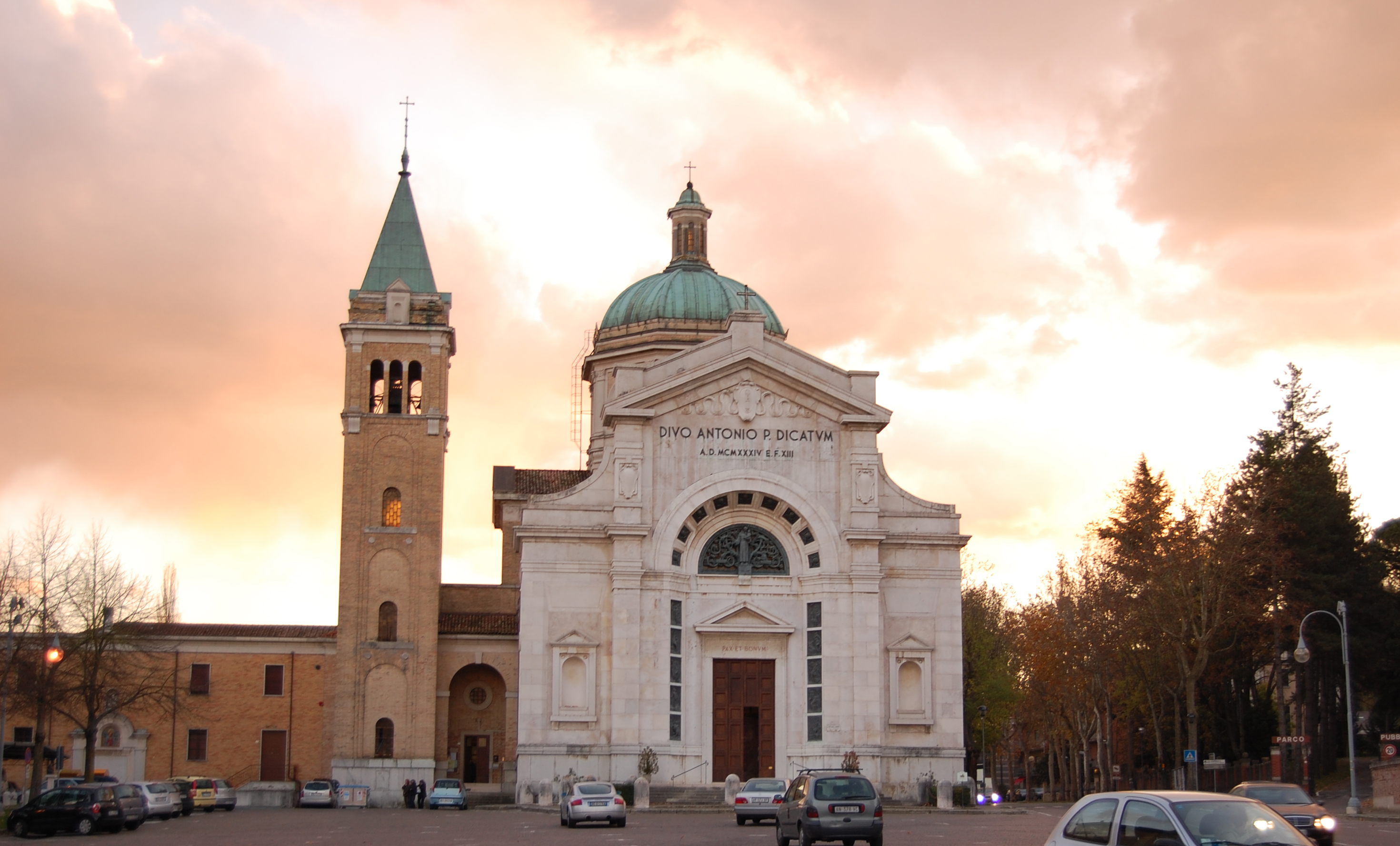
Iglesia de San Antonio.
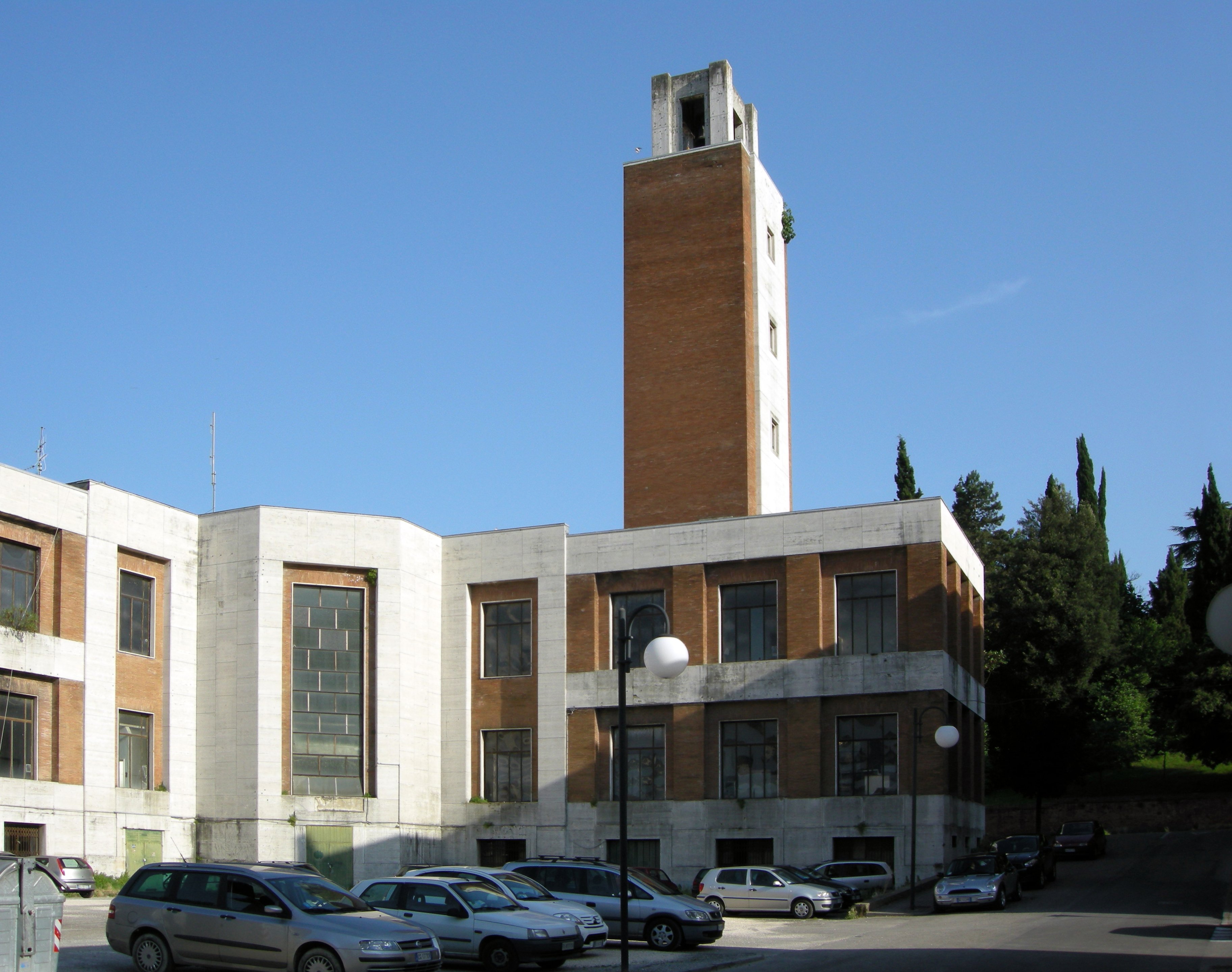
Casa del Fascio.
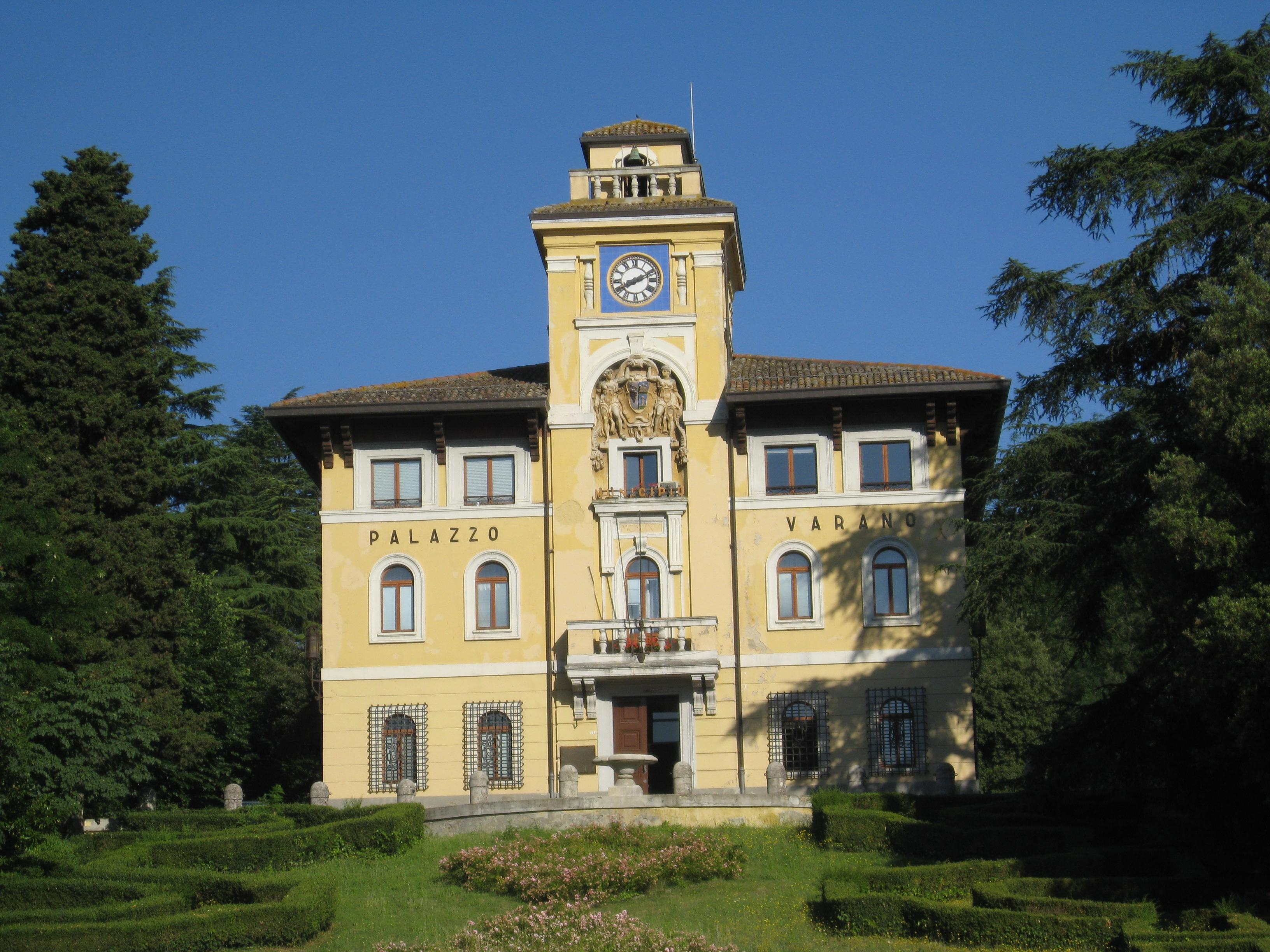
Palazzo Varano.
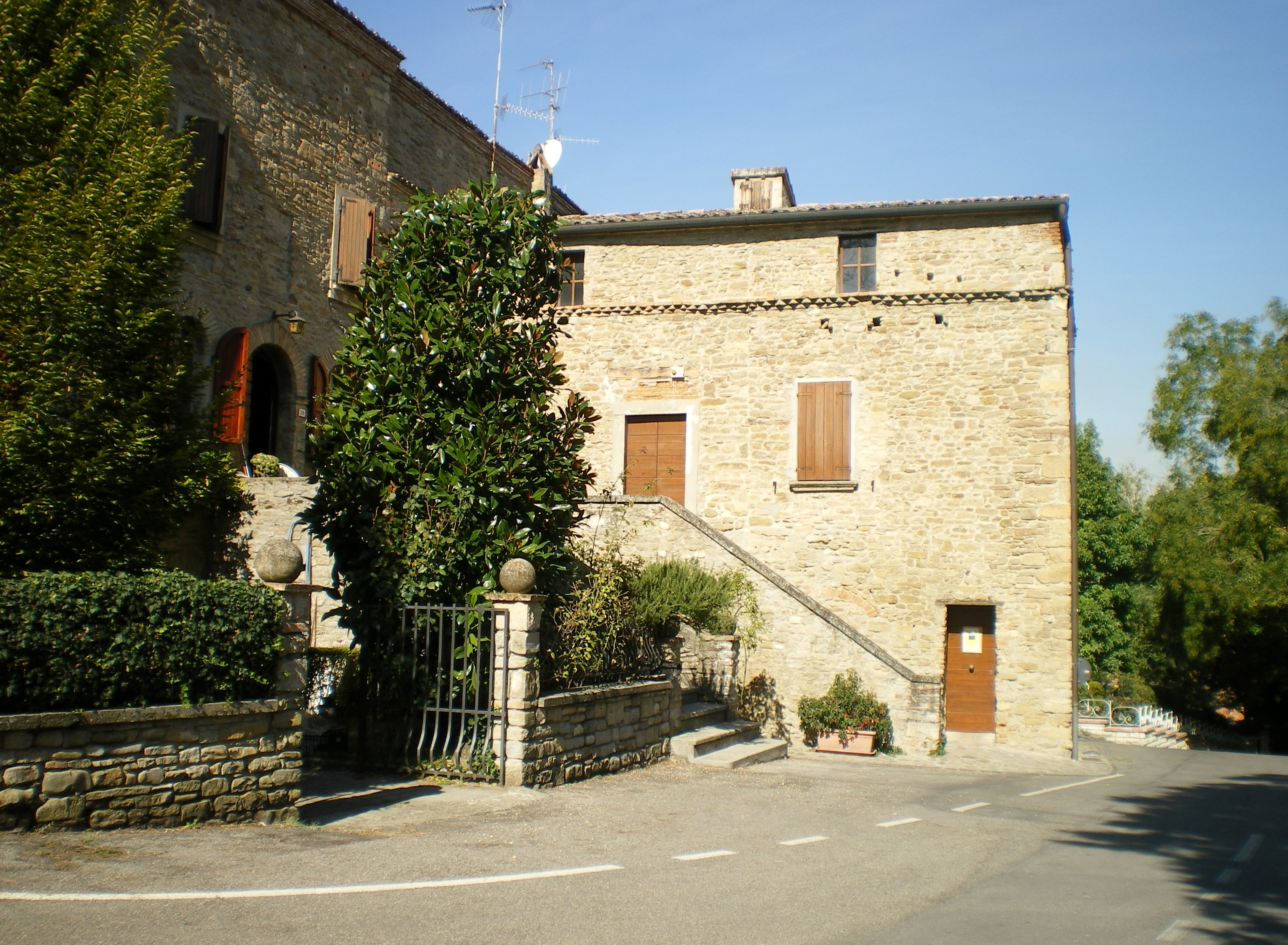
Casa en Predappio.
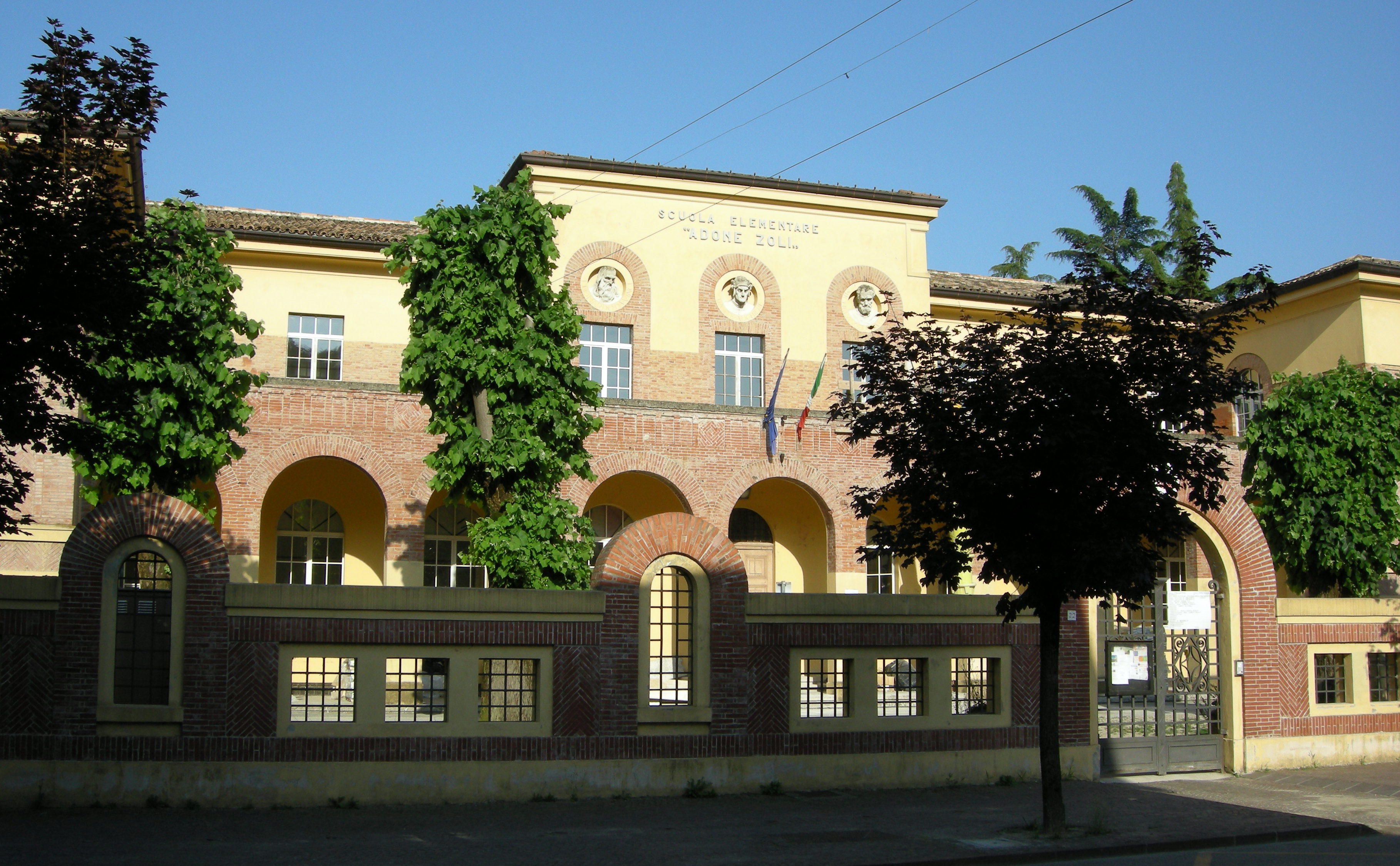
Escuela en Predappio.
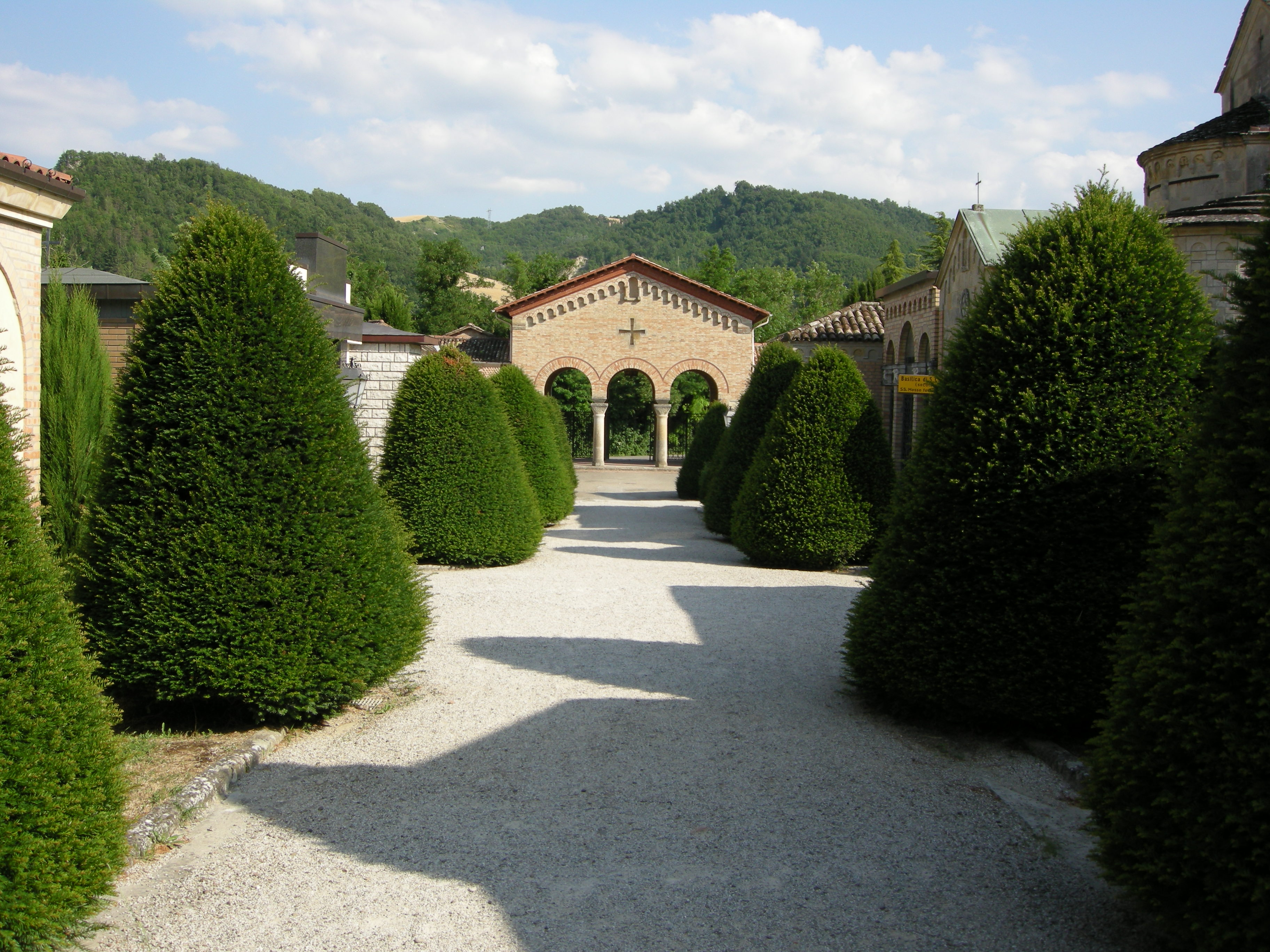
Cementerio de San Cassiano.
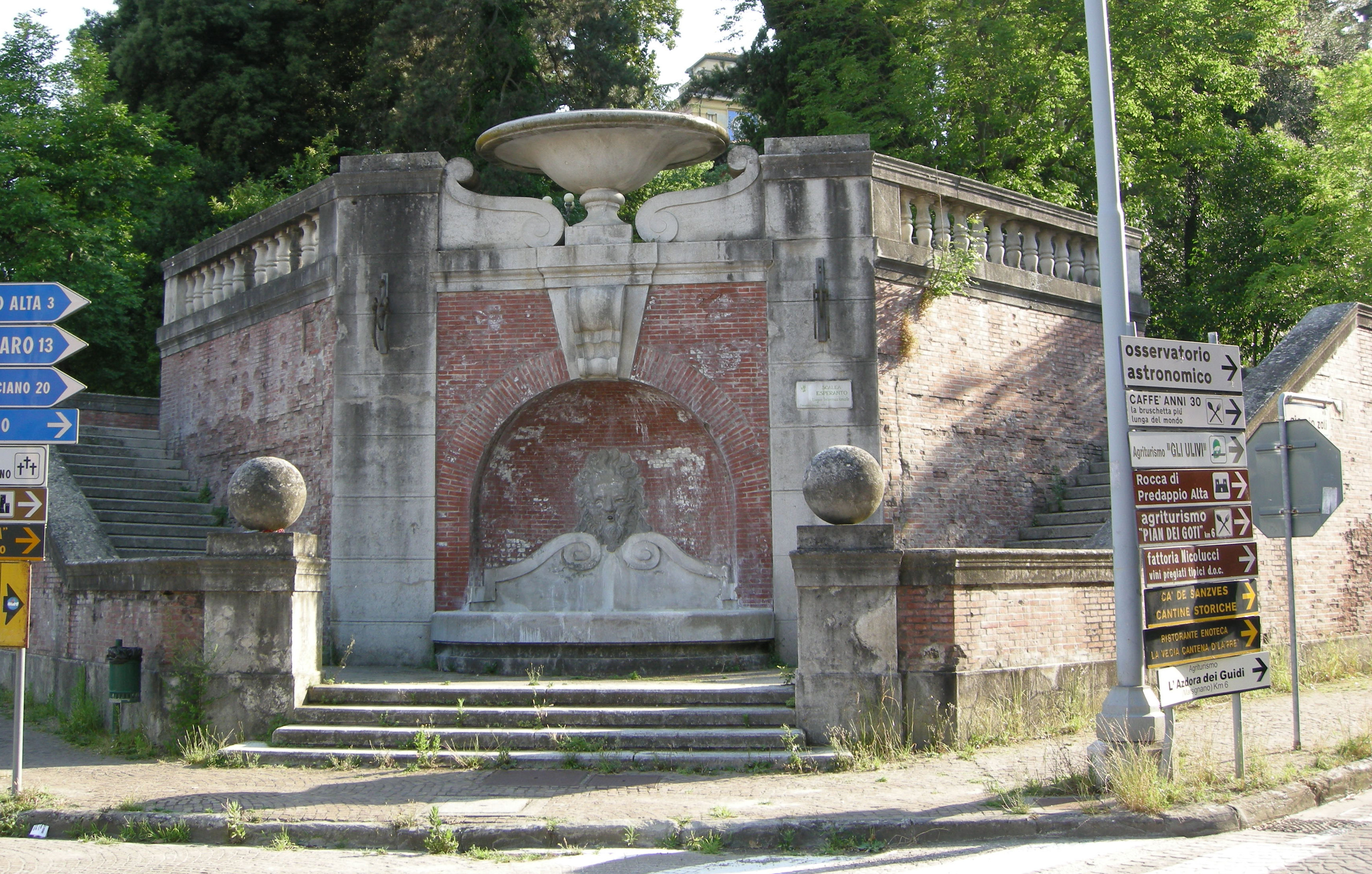
Escalinata y fuente junto al palacio Varano.

## Ciudades hermanadas
Predappio mantiene un hermanamiento de ciudades con:
- Breuna, Hesse, Alemania.
- Kenderes, Condado de Jász-Nagykun-Szolnok, Hungría.

## Demografía

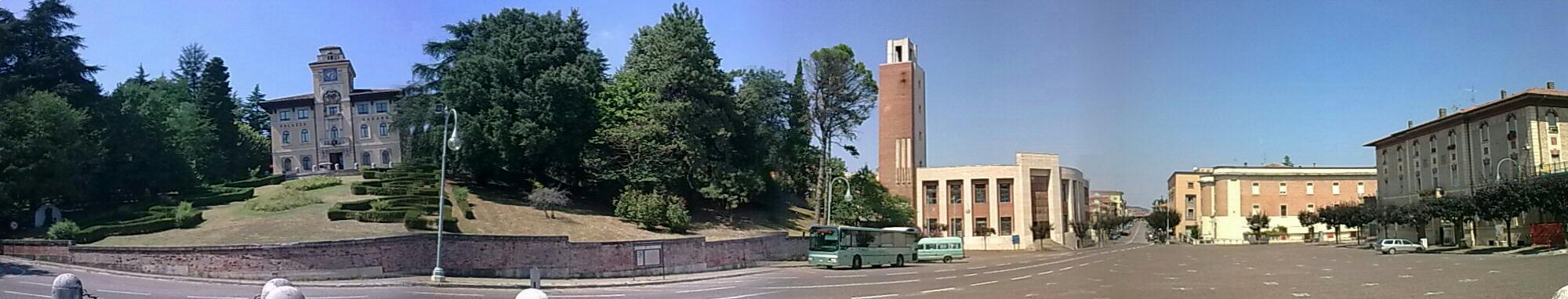
Vista panorámica de Predappio.

| Gráfica de evolución demográfica de Predappio entre 1861 y 2011 |
|                                                                 |
| Fuente ISTAT — elaboración gráfica de Wikipedia                 |